# Kampioenschap van Vlaanderen 2023
Il Kampioenschap van Vlaanderen 2023, centosettesima edizione della corsa e valida come prova dell'UCI Europe Tour 2023 categoria 1.1, si svolse il 15 settembre 2023 su un percorso di 165,1 km, con partenza e arrivo a Koolskamp, in Belgio. La vittoria fu appannaggio del belga Jasper Philipsen, il quale completò il percorso in 3h34'28", alla media di 46,189 km/h, precedendo gli olandesi Dylan Groenewegen e Fabio Jakobsen.
Sul traguardo di Koolskamp 139 ciclisti, dei 149 partenti, portarono a termine la competizione.

## Squadre e corridori partecipanti
| N.      | Cod. | Squadra                  |
| ------- | ---- | ------------------------ |
| 1-7     | SOQ  | Soudal Quick-Step        |
| 11-17   | ADC  | Alpecin-Deceuninck       |
| 21-27   | ICW  | Intermarché-Circus-Wanty |
| 31-35   | LTK  | Lidl-Trek                |
| 41-47   | LTD  | Lotto Dstny              |
| 51-57   | JAY  | Team Jayco AlUla         |
| 61-67   | ACT  | AG2R Citroën Team        |
| 71-77   | COF  | Cofidis                  |
| 81-87   | ARK  | Team Arkéa-Samsic        |
| 91-97   | MOV  | Movistar Team            |
| 101-107 | DSM  | Team DSM-Firmenich       |

| N.      | Cod. | Squadra                           |
| ------- | ---- | --------------------------------- |
| 111-117 | BWB  | Bingoal WB                        |
| 121-127 | TFB  | Team Flanders-Baloise             |
| 131-137 | IPT  | Israel-Premier Tech               |
| 141-147 | HPM  | Human Powered Health              |
| 151-157 | BEB  | Bolton Equities Black Spoke       |
| 161-167 | Q36  | Q36.5 Pro Cycling Team            |
| 171-177 | UXT  | Uno-X Pro Cycling Team            |
| 181-187 | BCY  | Beat Cycling Club                 |
| 191-197 | TIS  | Tarteletto-Isorex                 |
| 201-207 | VRL  | Van Rysel-Roubaix Lille Métropole |
| 211-215 | VWE  | VolkerWessels Cycling Team        |

## Ordine d'arrivo (Top 10)
| Pos. | Corridore         | Squadra | Tempo    |
| ---- | ----------------- | ------- | -------- |
| 1    | Jasper Philipsen  | Alpecin | 3h34'28" |
| 2    | Dylan Groenewegen | Jayco   | s.t.     |
| 3    | Fabio Jakobsen    | Soudal  | s.t.     |
| 4    | Bryan Coquard     | Cofidis | s.t.     |
| 5    | Matteo Moschetti  | Q36.5   | s.t.     |
| 6    | Marc Sarreau      | AG2R    | s.t.     |
| 7    | Jasper Stuyven    | Lidl    | s.t.     |
| 8    | Cédric Beullens   | Lotto   | s.t.     |
| 9    | Itamar Einhorn    | Israel  | s.t.     |
| 10   | Giacomo Nizzolo   | Israel  | s.t.     |